# Ozan
Ozan est une commune française située dans le département de l'Ain, en région Auvergne-Rhône-Alpes.

## Géographie

### Localisation
Ozan fait partie de la Bresse, plus particulièrement la Bresse savoyarde. Situé dans la vallée de la Saône, le village est entouré de plaines fertilisées par les inondations annuelles de la Saône, qui laissent un limon fertile, propice aux cultures maraîchères.
Commune française du département de l'Ain, Ozan se situe à 15 km au nord-est de Mâcon, à 38 km au nord-ouest de Bourg-en-Bresse, à 88 km au nord de Lyon et à 388 km au sud de Paris. Elle appartient à l'arrondissement de Bourg-en-Bresse et au canton de Replonges.

### Communes limitrophes
|                    | Boz     |          |
| Asnières-sur-Saône | Ozan    | Chevroux |
|                    | Manziat |          |

### Points extrêmes
- Nord : la Jutane, 46° 24′ 00″ N, 4° 54′ 27″ E
- Est : Chapital, 46° 22′ 47″ N, 4° 56′ 39″ E
- Sud : la Rippe, 46° 22′ 21″ N, 4° 55′ 50″ E
- Ouest : la Prairie, 46° 23′ 06″ N, 4° 53′ 38″ E

### Hydrographie
Mis à part quelques petits ruisseaux sillonnant la commune, le bief de la Jutane est seule rivière traversant le village. Ce cours d'eau, d'une longueur de 8,5 km, prend sa source à Chevroux avant d'entrer dans la commune puis se dirige à la frontière avec Boz avant de former la frontière entre ce dernier et Asnières-sur-Saône puis se jette dans la Saône.
Même si la Saône ne se situe pas sur le territoire communal, les effets de ses crues peuvent se faire ressentir puisque environ un quart de la superficie est situé en zone inondable. Toutefois, les habitations sont épargnées par ces risques étant donné qu'elles ont été construites plus à l'est.

### Climat
Pour des articles plus généraux, voir Climat d'Auvergne-Rhône-Alpes et Climat de l'Ain.
En 2010, le climat de la commune est de type climat océanique dégradé des plaines du Centre et du Nord, selon une étude du CNRS s'appuyant sur une série de données couvrant la période 1971-2000. En 2020, Météo-France publie une typologie des climats de la France métropolitaine dans laquelle la commune est exposée à un climat semi-continental et est dans la région climatique Bourgogne, vallée de la Saône, caractérisée par un bon ensoleillement (1 900 h/an), un été chaud (18,5 °C), un air sec au printemps et en été et des vents faibles.
Pour la période 1971-2000, la température annuelle moyenne est de 11,5 °C, avec une amplitude thermique annuelle de 17,9 °C. Le cumul annuel moyen de précipitations est de 868 mm, avec 10,5 jours de précipitations en janvier et 7,6 jours en juillet. Pour la période 1991-2020, la température moyenne annuelle observée sur la station météorologique de Météo-France la plus proche, « Mâcon », sur la commune de Charnay-lès-Mâcon à 13 km à vol d'oiseau, est de 12,3 °C et le cumul annuel moyen de précipitations est de 833,7 mm,. Pour l'avenir, les paramètres climatiques de la commune estimés pour 2050 selon différents scénarios d'émission de gaz à effet de serre sont consultables sur un site dédié publié par Météo-France en novembre 2022.

### Voies de communication et transports

Axes de communication.

#### Axes routiers

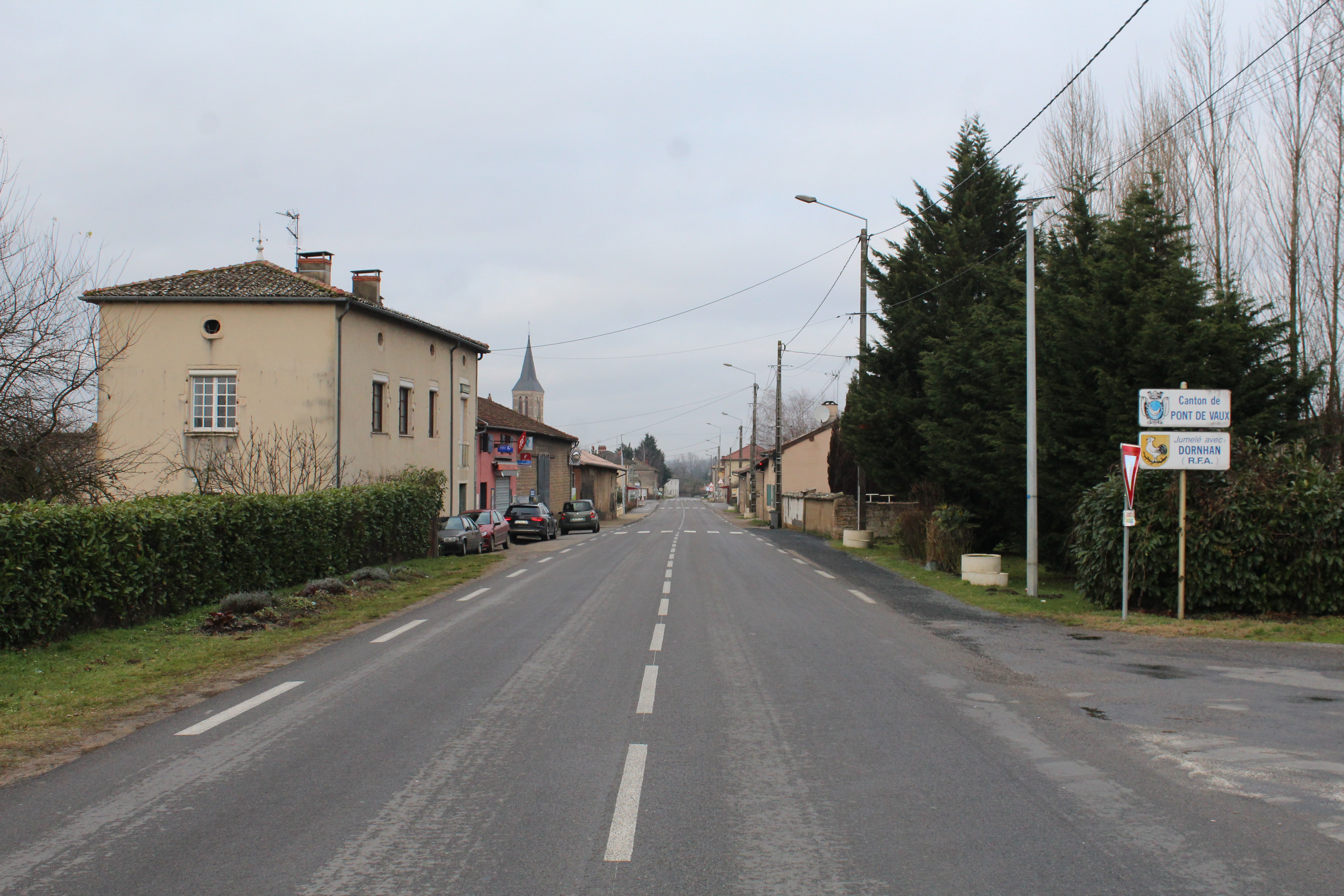
Route D 933 en direction de Pont-de-Vaux.

La route départementale 933 est l'artère principale du village qui le traverse du sud au nord. En prenant cette voie par le nord, les automobilistes peuvent rejoindre Pont-de-Vaux tandis qu'en se dirigeant au sud, ils peuvent aller vers Manziat, Feillens et Replonges. Au niveau départemental, cette route relie Sermoyer au nord à Massieux au sud. Avant 1972, cette voie faisait partie de la route nationale 433 qui reliait Saint-Germain-du-Plain à Lyon mais cette dernière a été déclassée en trois voies en fonction des trois départements qu'elle traversait.
La seconde voie traversant le centre est la route départementale 1b, elle est séparée en deux tronçons par la route D 933. La partie ouest relie Ozan à Asnières-sur-Saône et la partie est relie la commune à Chevroux.
La dernière voie départementale est la route D 1. Reliant Asnières-sur-Saône à Saint-Amour dans le Jura, cet axe routier ne traverse pas entièrement le territoire, elle fait la frontière sud-est qu'il partage avec Chevroux.
Aucune autoroute ne traverse Ozan mais trois se trouvent à proximité. En premier lieu, l'autoroute A40 (Mâcon - Genève), portion de la Route Centre-Europe Atlantique Bordeaux/Nantes - Annemasse, passe au sud de la commune à Feillens où se trouve une gare de péage pour rejoindre Mâcon gratuitement et Paris ainsi que Bourg-en-Bresse et Genève. De l'autre côté de la Saône, l'autoroute A6 est un des axes routiers les plus importants de France étant donné qu'il relie Paris à Lyon, ville où la voie devient l'autoroute A7 jusqu'à Marseille. Enfin, l'autoroute A406 relie les deux autoroutes précédemment citées et forme le contournement sud de Mâcon.

#### Voies ferroviaires

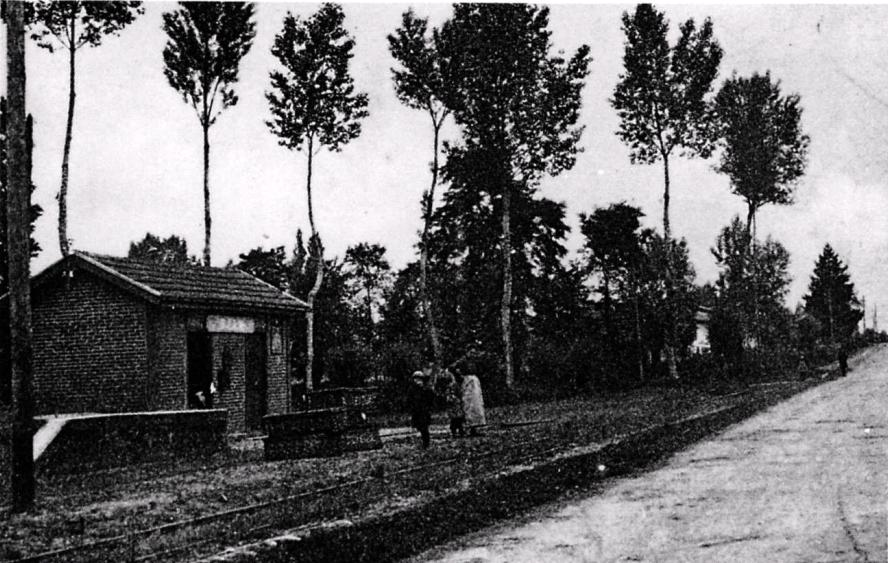
Ancienne gare du village.

La ligne de Trévoux à Saint-Trivier-de-Courtes, gérée par la Compagnie des Tramways de l'Ain empruntait l'actuelle D 933. La gare fut desservie de 1897 jusqu'en 1936, date à laquelle la ligne fut fermée.
Aujourd'hui, aucune voie ferrée ne traverse la commune mais quelques-unes sont situées à proximité mais la ligne traditionnelle Paris - Marseille via Dijon passe de l'autre côté de la Saône et notamment à Mâcon. La gare de Mâcon-Ville est desservie par des TER Dijon - Mâcon - Lyon et quelques TGV reliant le Nord-Est de la France à la Méditerranée.

#### Transport fluvial
La Saône, qui marque la frontière ouest du département de l'Ain, est navigable à grand gabarit européen depuis Verdun-sur-le-Doubs jusqu'à Lyon. Elle constitue un axe de transport fluvial important entre l'Est et la Méditerranée et est appréciée pour le tourisme fluvial. Mâcon possède trois ports fluviaux : le port de plaisance, un autre près du quai des Marans et l'Aproport, l'un des ports fluviaux les plus importants de France.

#### Transports en commun

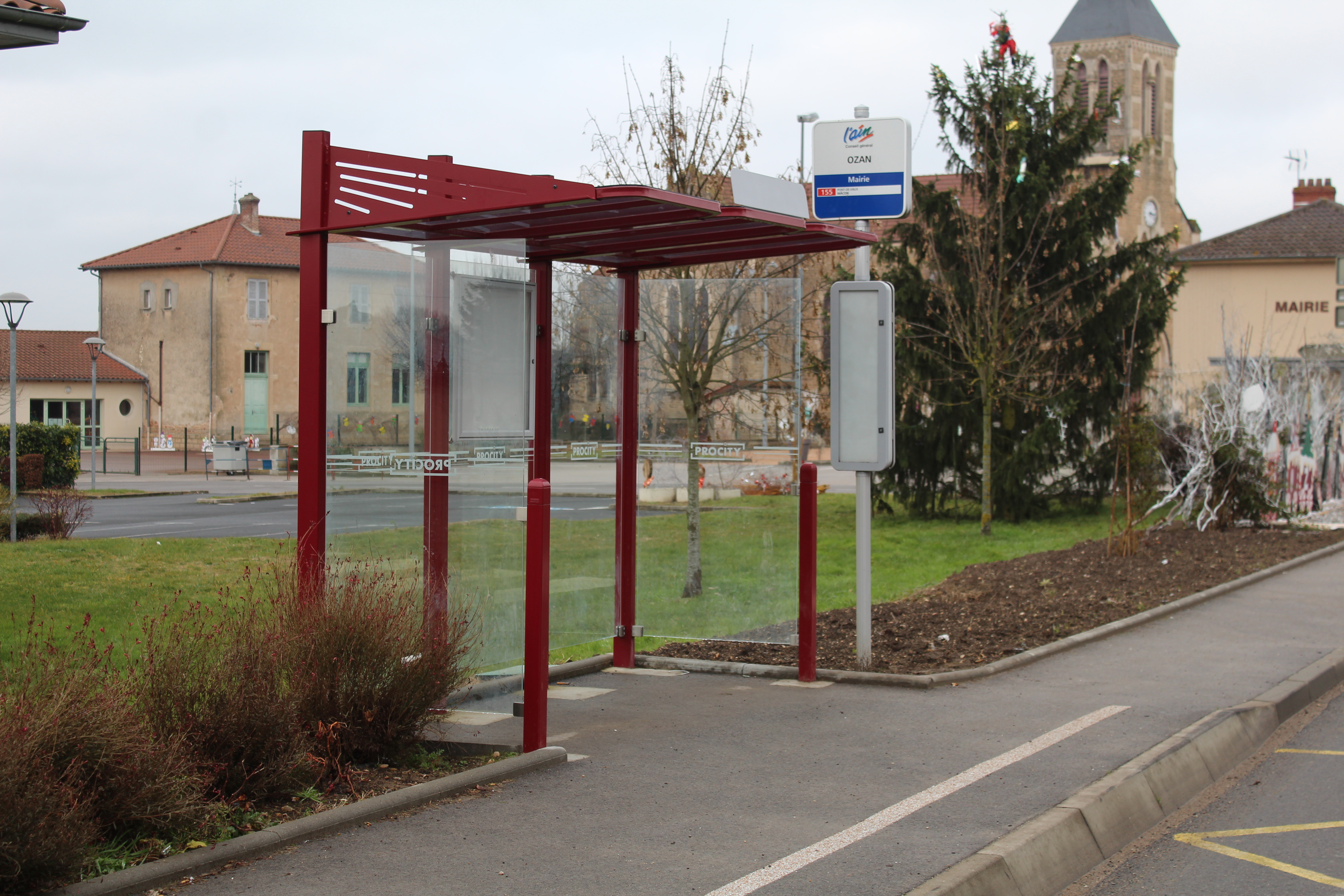
Arrêt Mairie.

La commune est reliée au réseau départemental des bus car.ain.fr par l'intermédiaire de la ligne 155. Les bus font des allers-retours entre Pont-de-Vaux et Mâcon et desservent l'arrêt Mairie qui est le seul du village.

## Urbanisme

### Typologie
Au 1er janvier 2024, Ozan est catégorisée commune rurale à habitat dispersé, selon la nouvelle grille communale de densité à 7 niveaux définie par l'Insee en 2022.
Elle est située hors unité urbaine. Par ailleurs la commune fait partie de l'aire d'attraction de Mâcon, dont elle est une commune de la couronne,. Cette aire, qui regroupe 105 communes, est catégorisée dans les aires de 50 000 à moins de 200 000 habitants,.

### Occupation des sols
L'occupation des sols de la commune, telle qu'elle ressort de la base de données européenne d’occupation biophysique des sols Corine Land Cover (CLC), est marquée par l'importance des territoires agricoles (80,3 % en 2018), en diminution par rapport à 1990 (82,4 %). La répartition détaillée en 2018 est la suivante : 
prairies (50,1 %), zones agricoles hétérogènes (30,2 %), forêts (13,1 %), zones urbanisées (6,6 %).
L'évolution de l’occupation des sols de la commune et de ses infrastructures peut être observée sur les différentes représentations cartographiques du territoire : la carte de Cassini (XVIIIe siècle), la carte d'état-major (1820-1866) et les cartes ou photos aériennes de l'IGN pour la période actuelle (1950 à aujourd'hui).

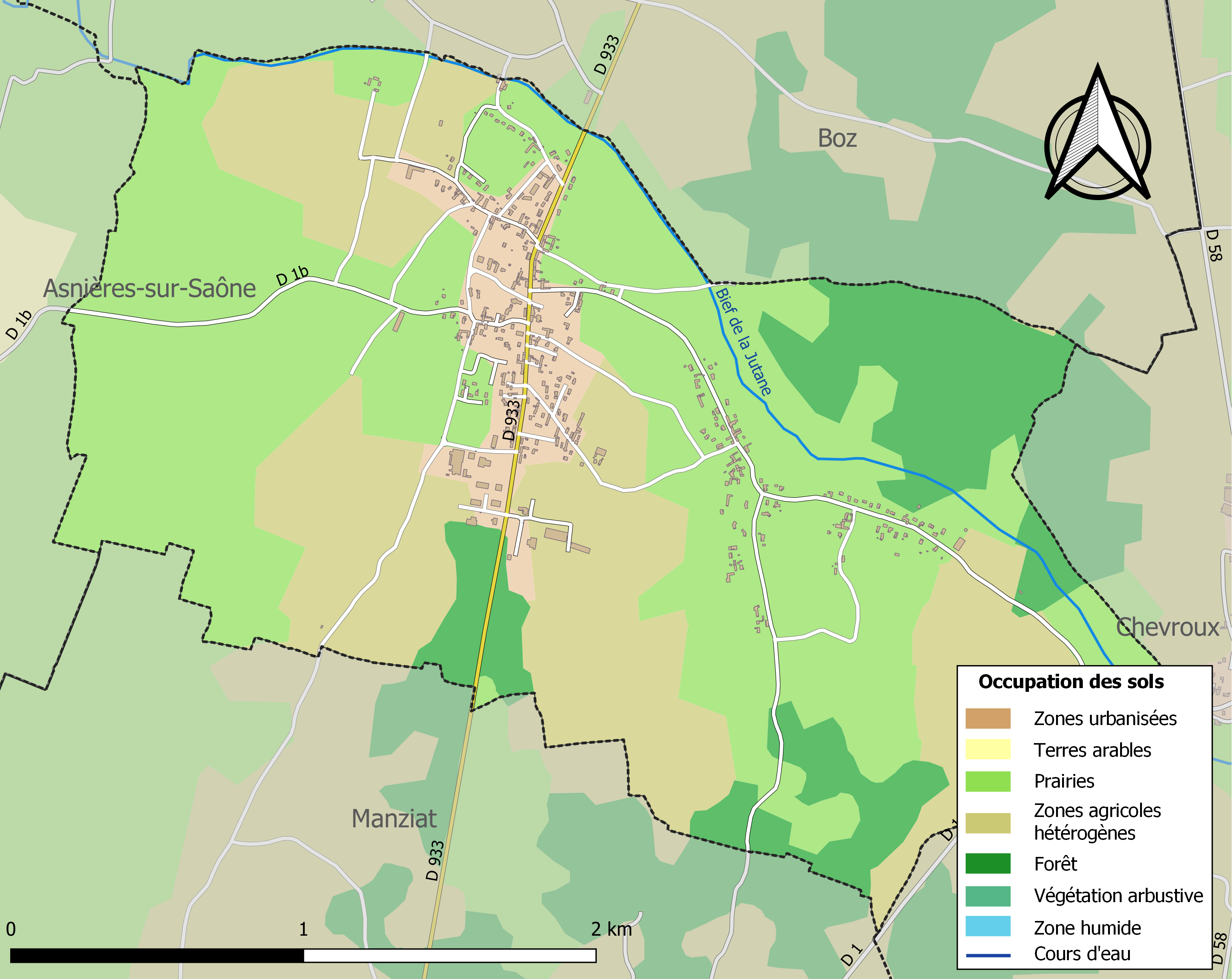
Carte des infrastructures et de l'occupation des sols de la commune en 2018 (CLC).

## Toponymie

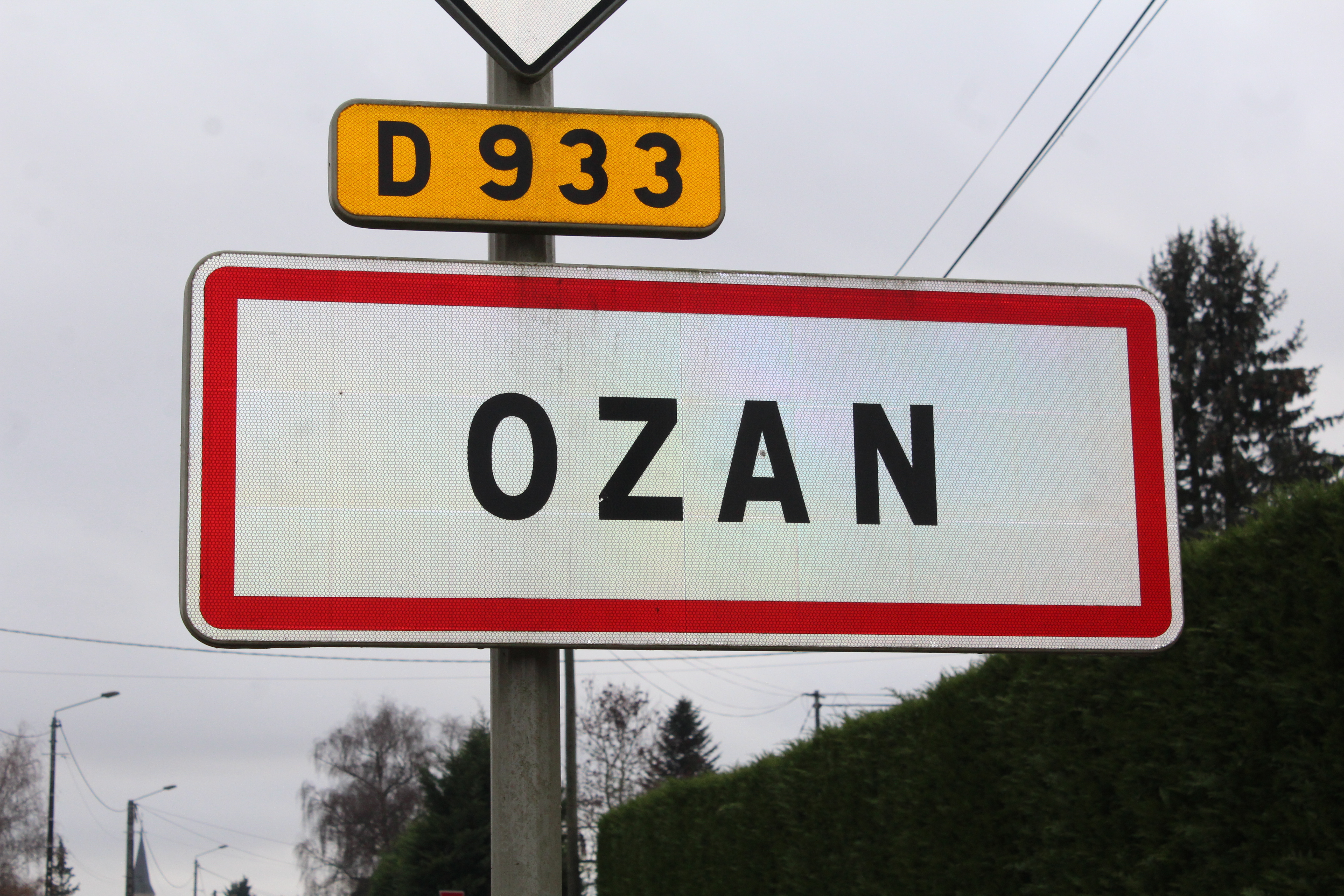
Panneau d'entrée du village.

### Origine du nom
Ozan vient de Osa qui donne Osane au cas régime. Ce nom est attesté sur une patère romaine, sorte de coupe de bronze ou d'argile dont les anciens faisaient usage dans les sacrifices. Elle fut trouvée sur l'Île Palme située à Sancé.

### Anciens noms
La première référence à Ozan apparaît dès l'époque rodolphienne, le village qui était à l'époque un ager portait le nom d'Osannensis. En 946, le recueil des chartes de Cluny mentionne Osam puis évoque Osanno en 996 ainsi que Osano.
Cette même source utilise Osan pour se référer au village en 1078. Enfin, le nom actuel d'Ozan est évoqué pour la première fois en 1401 par les archives de la Côte-d'Or.

## Histoire
Durant l'ordre féodal, la seigneurie dépendait du duché de Pont de Vaux.
En 1601, après la fin de la guerre franco-savoyarde qui se termine par le Traité de Lyon, la France acquiert la Bresse, du Bugey, du Valromey et du pays de Gex, le village devient alors français et est intégré à la province bourguignonne.
En 1647, la seigneurie fut démembrée et donnée par Eugène de Gorrevod au seigneur de Mongey. À sa mort, la terre fut rachetée par le duc de Pont-de-Vaux.
Jusqu'en 1789, Ozan était qu'un village de la paroisse de Chevroux qui comprenait aussi Boz jusqu'au XVIIe siècle. En 1790, elle devient une commune à part entière et le village dépend alors du district de Pont-de-Vaux (disparition en 1795) du fait de son intégration dans le canton du même nom. Les archives mentionnaient que le territoire s'étendait jusqu'à la Saône.
En 2015, dans le cadre de la réforme des cantons, les communes du canton de Pont-de-Vaux et donc Ozan sont intégrées au nouveau canton de Replonges.

## Politique et administration

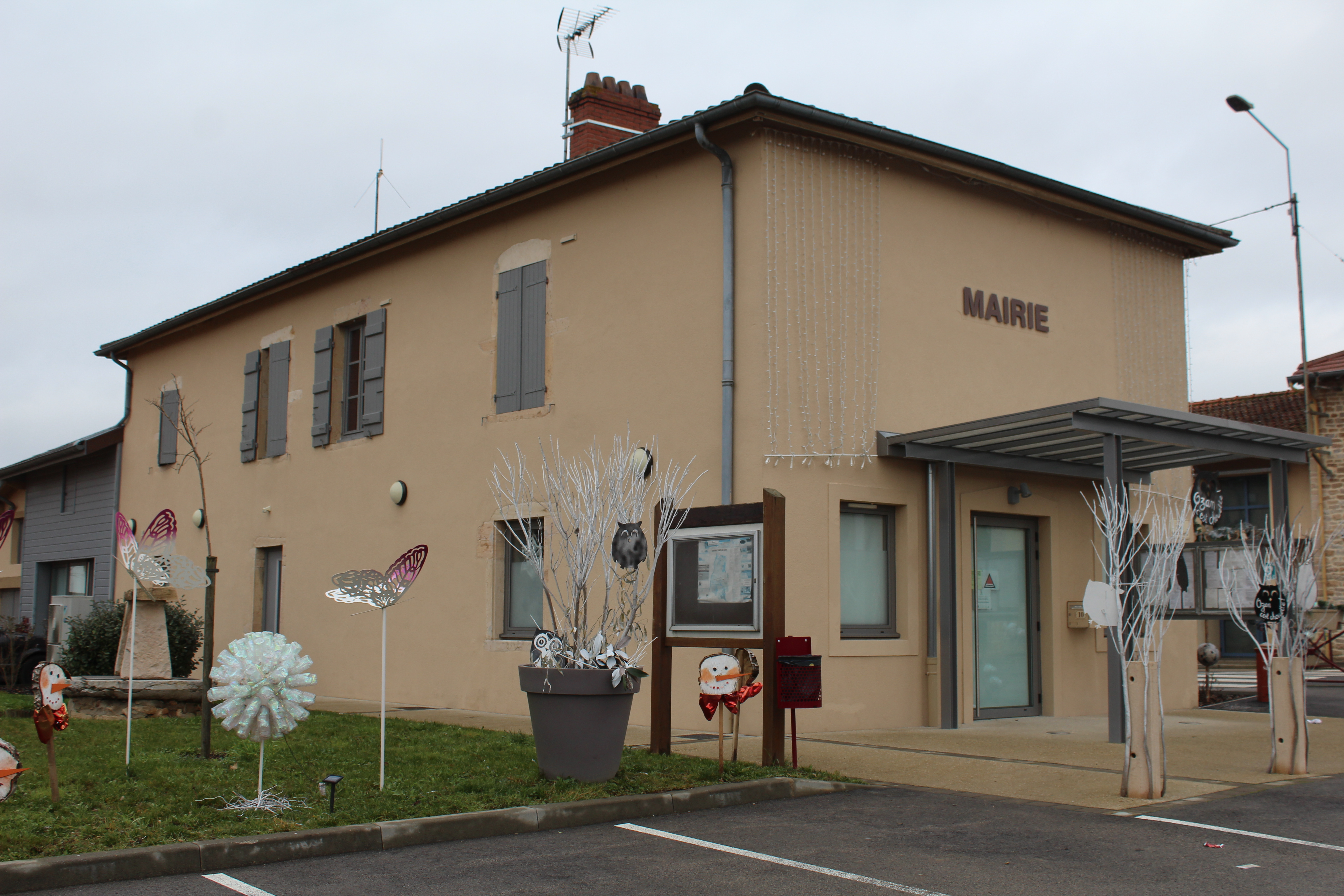
Mairie.

### Rattachements administratifs et électoraux
Lors de la création des départements par la Révolution française, elle est intégrée au département de l'Ain et au district de Pont-de-Vaux. En 1800, après la suppression des districts, elle intègre l'arrondissement de Bourg-en-Bresse et reste dans le canton de Pont-de-Vaux.
Jusqu'en 2012, elle faisait partie de la quatrième circonscription de l'Ain pour l'élection des députés. Avec l'ajout d'une nouvelle circonscription, Ozan intègre la première circonscription de l'Ain cette année-là.
En mars 2015, à l'occasion des élections départementales, le décret du 13 février 2014 portant sur le redécoupage cantonal des cantons de l'Ain entre en vigueur. Ainsi, la commune ainsi que toutes celles du canton dont elle était le chef-lieu sont intégrées au nouveau canton de Replonges.

### Administration municipale
Lors des conseils municipaux, le maire est entouré de quatorze conseillers municipaux.

### Maires successifs
| Période                                  | Période      | Identité                       | Étiquette | Qualité                           |
| ---------------------------------------- | ------------ | ------------------------------ | --------- | --------------------------------- |
| juin 1995                                | février 2008 | Gilbert Verdet                 |           |                                   |
| mars                                     | mai 2020     | René Feyeux                    |           | Retraité salarié du secteur privé |
| mai 2020                                 | En cours     | Marie-Jeanne Di Pietro-Pesenti |           | Cadre de la fonction publique     |
| Les données manquantes sont à compléter. |              |                                |           |                                   |

### Intercommunalités
Ozan faisait partie de la communauté de communes du canton de Pont-de-Vaux jusqu'au 31 décembre 2016 qui avait été fondée le 20 décembre 1994. Depuis le 1er janvier 2017, la commune est intégrée à la nouvelle communauté de communes du pays de Bâgé et de Pont-de-Vaux. Ozan est désignée comme étant le chef-lieu bien que le siège se situe à Bâgé-le-Châtel. Cette intercommunalité regroupe les communes de l'ancienne intercommunalité à celles du pays de Bâgé. La structure devient communauté de communes Bresse et Saône le 13 décembre de la même année.
Toutefois, ce n'est pas la seule structure intercommunale dont fait partie la localité bressane. On peut mentionner le syndicat mixte Bresse Val de Saône créé en 1995 et regroupant 40 communes,. Son but est de négocier les procédures que proposent l'Union européenne, l'État ou la région Auvergne-Rhône-Alpes qui pourraient développer un territoire plus vaste que la simple communauté de communes.
Enfin, comme la totalité des communes du département de l'Ain, le village appartient au syndicat intercommunal d'énergie et de e-communication de l'Ain, organisation fondée le 11 mars 1950. Le syndicat est compétent dans la gestion des réseaux d'électrification, de gaz, de l'éclairage public, de la communication électronique. En plus de ces compétences, la structure accompagne les communes pour qu'elles puissent maîtriser leur consommation d'énergie, gère un système d'information géographique et a mis en place dans le département, par l'intermédiaire de sa régie Réso-Liain, un réseau de fibre optique pour avoir accès à Internet à très haut débit.

### Jumelages
| Dornhan Ozan |

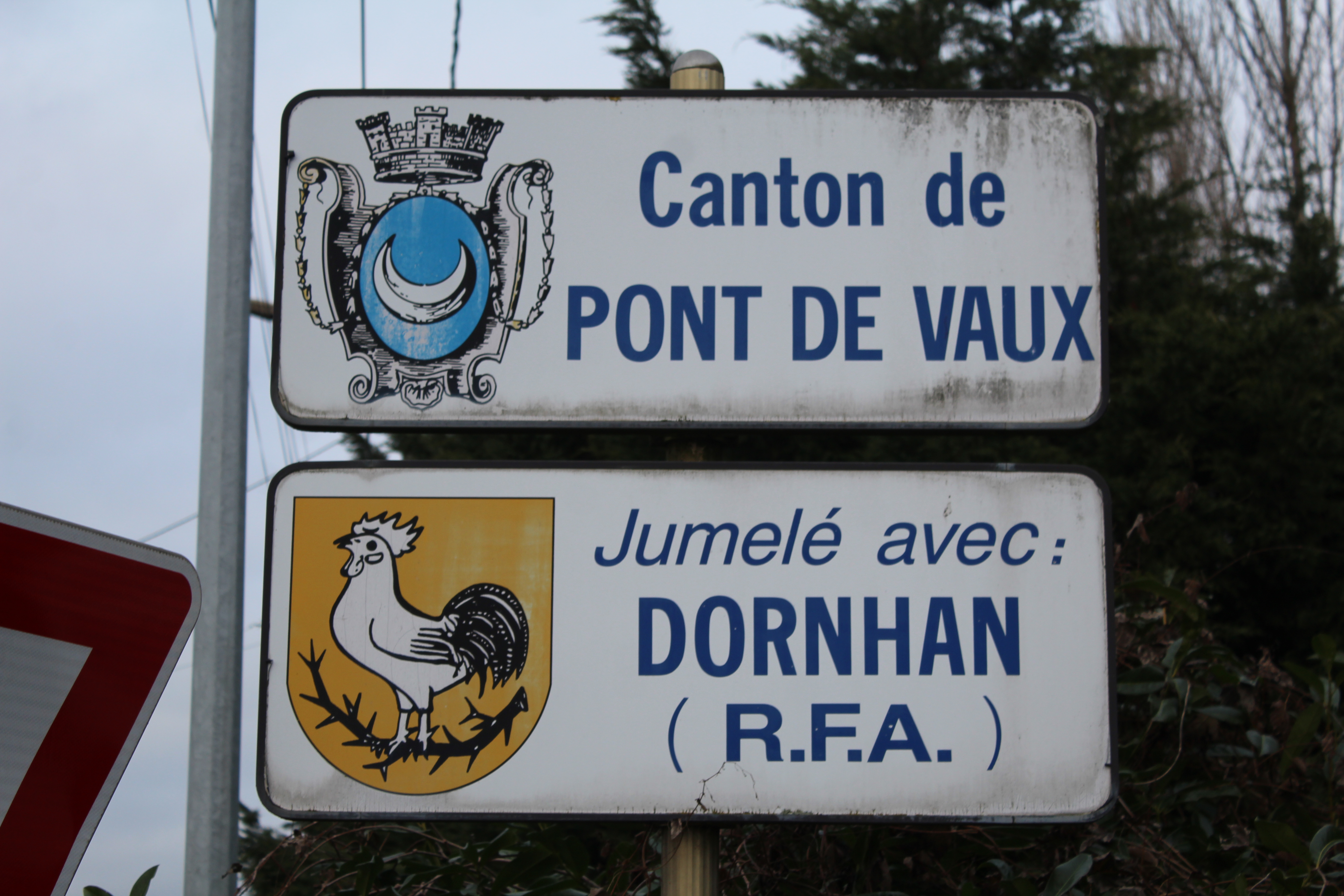
Panneau du jumelage.

La communauté de communes du canton de Pont-de-Vaux dont la commune faisait partie jusqu'en 2017, année de dissolution de l'intercommunalité, était jumelée avec Dornhan depuis 1994. Cette commune, composée de sept villages est localisée dans le Bade-Wurtemberg à l'est de la Forêt-Noire en Allemagne. L'idée de ce jumelage est née à la suite des échanges scolaires entre le collège Antoine-Chintreuil de Pont-de-Vaux et la Realschule de Dornhan.

## Population et société

### Démographie
L'évolution du nombre d'habitants est connue à travers les recensements de la population effectués dans la commune depuis 1793. Pour les communes de moins de 10 000 habitants, une enquête de recensement portant sur toute la population est réalisée tous les cinq ans, les populations de référence des années intermédiaires étant quant à elles estimées par interpolation ou extrapolation. Pour la commune, le premier recensement exhaustif entrant dans le cadre du nouveau dispositif a été réalisé en 2005.
En 2022, la commune comptait 721 habitants, en évolution de +6,97 % par rapport à 2016 (Ain : +5,15 %, France hors Mayotte : +2,11 %).
| 1793 | 1800 | 1806 | 1821 | 1831 | 1836 | 1841 | 1846 | 1851 |
| ---- | ---- | ---- | ---- | ---- | ---- | ---- | ---- | ---- |
| 494  | 508  | 475  | 557  | 590  | 584  | 581  | 593  | 633  |

| 1856 | 1861 | 1866 | 1872 | 1876 | 1881 | 1886 | 1891 | 1896 |
| ---- | ---- | ---- | ---- | ---- | ---- | ---- | ---- | ---- |
| 643  | 575  | 551  | 528  | 532  | 530  | 490  | 480  | 437  |

| 1901 | 1906 | 1911 | 1921 | 1926 | 1931 | 1936 | 1946 | 1954 |
| ---- | ---- | ---- | ---- | ---- | ---- | ---- | ---- | ---- |
| 408  | 443  | 435  | 404  | 390  | 374  | 350  | 365  | 340  |

| 1962 | 1968 | 1975 | 1982 | 1990 | 1999 | 2005 | 2006 | 2010 |
| ---- | ---- | ---- | ---- | ---- | ---- | ---- | ---- | ---- |
| 346  | 328  | 308  | 339  | 408  | 467  | 511  | 507  | 618  |

| 2015 | 2020 | 2022 | - | - | - | - | - | - |
| ---- | ---- | ---- | - | - | - | - | - | - |
| 668  | 700  | 721  | - | - | - | - | - | - |

### Enseignement

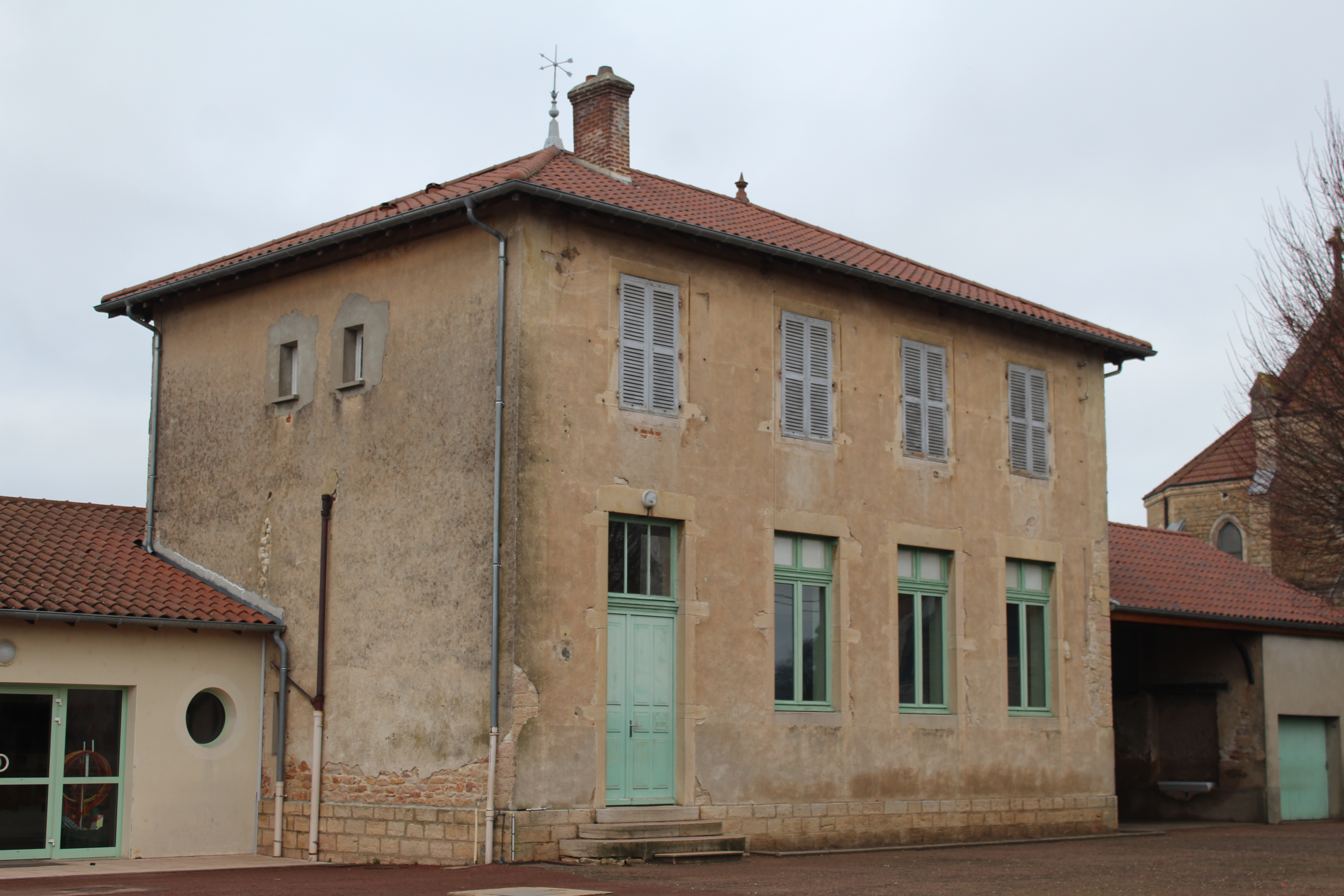
École communale.

La seule école est une école publique qui appartient à un RPI qui regroupe aussi les écoles de Boz et de Reyssouze.
L'école de Reyssouze accueille les élèves du niveau maternelle séparés en trois classes. Ensuite, les jeunes des trois communes commencent leur scolarité primaire jusqu'au niveau CE2 à Ozan où il y a trois classes. Enfin, l'école de Boz donne un enseignement aux élèves du niveau CM1 et CM2 qui sont répartis dans deux classes.
La poursuite des études dans l'enseignement secondaire se fait au collège Antoine-Chintreuil à Pont-de-Vaux puis sont redirigés vers les lycées de Mâcon.
Toutefois, pour les familles voulant donner un accès à une école privée, l'école Saint-Joseph composé de quatre classes reçoit des élèves des environs à Manziat. Ces derniers peuvent continuer leur scolarité à Feillens au collège Saint-Charles.

### Médias
Le Progrès est un journal régional diffusant dans les départements de l'Ain, du Jura, du Rhône, de la Loire et de la Haute-Loire. Chaque vendredi est publié le journal local hebdomadaire Voix de l'Ain. De plus, Le Journal de Saône-et-Loire, paru pour la première fois le 2 juillet 1826, est la version saône-et-loirienne du Progrès. Ce journal quotidien paraît dans les environs sous l'édition de Mâcon.
Dans le domaine télévisuel, la chaîne France 3 émet un décrochage local dans la commune par le biais de France 3 Rhône Alpes.  Enfin, Radio Scoop est une radio musicale d'Auvergne-Rhône-Alpes qui possède une station à Bourg-en-Bresse diffusant dans l'Ain.

### Numérique
Depuis 2013, la commune dispose du très haut débit avec la fibre optique grâce au réseau public de fibre optique LIAin régi par le syndicat intercommunal d'énergie et de e-communication de l'Ain.

### Sécurité
Le 21 mars 2016 est signée la convention Participation citoyenne à la mairie qui s’inscrit dans le plan départemental de lutte contre les cambriolages et les vols à main armée. L’objectif ce dispositif est de sensibiliser les habitants en les associant à la protection de leur quartier.

## Économie
Même si la commune est peu peuplée, l'économie est présente sur le territoire communal avec quelques commerces et le parc d'activités économiques. Située au sud du bourg, la zone regroupe une quinzaine d'entreprises.

## Culture locale et patrimoine

### Lieux et monuments
- L'église Saint-Martin date du XIXe siècle et est de style néo-gothique. La construction commence en 1870 et s'est étalé sur une vingtaine d'années jusqu'en 1892[40],[41].
- En face de l'édifice religieux, un monument honore les soldats de la commune tombés au combat durant les conflits du XXe siècle.
- La Grosse Grange est une ferme bressane typique  pans de bois et torchis. Menacée de s'effondrer, des associations de protection du patrimoine mènent des travaux depuis 2011 afin de la sauver. Elle aurait été construite vers 1375[42] et fait partie d'un domaine de 4 500 ha où on trouve deux étables, une maison d'habitation, une soue à cochons et un four[43].
- D'autres vieilles fermes sont disséminées sur le territoire communal.
- Au nord du village se trouve un moulin qui est localisé sur le bief de la Jutane.

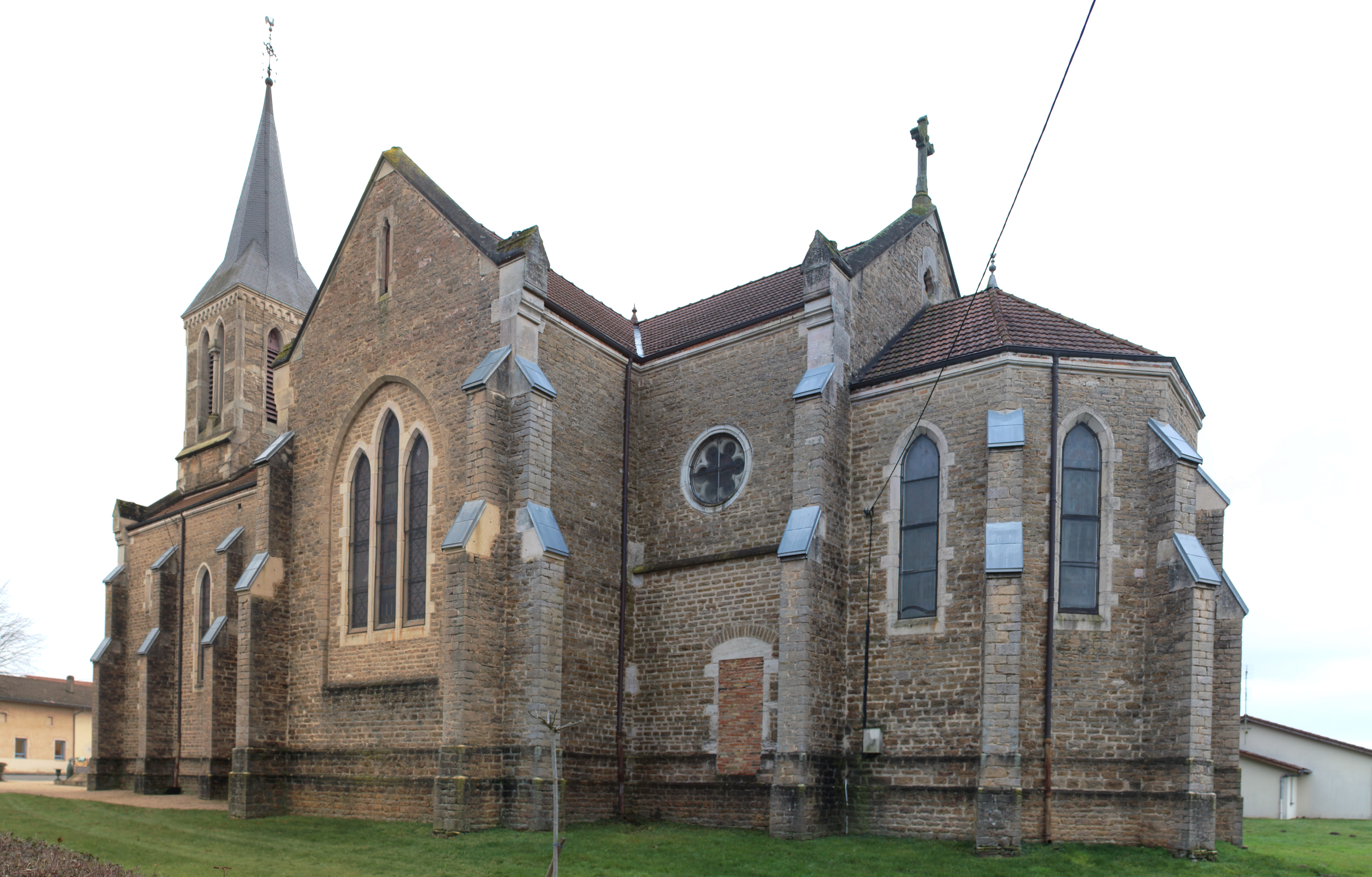
Église Saint-Martin.
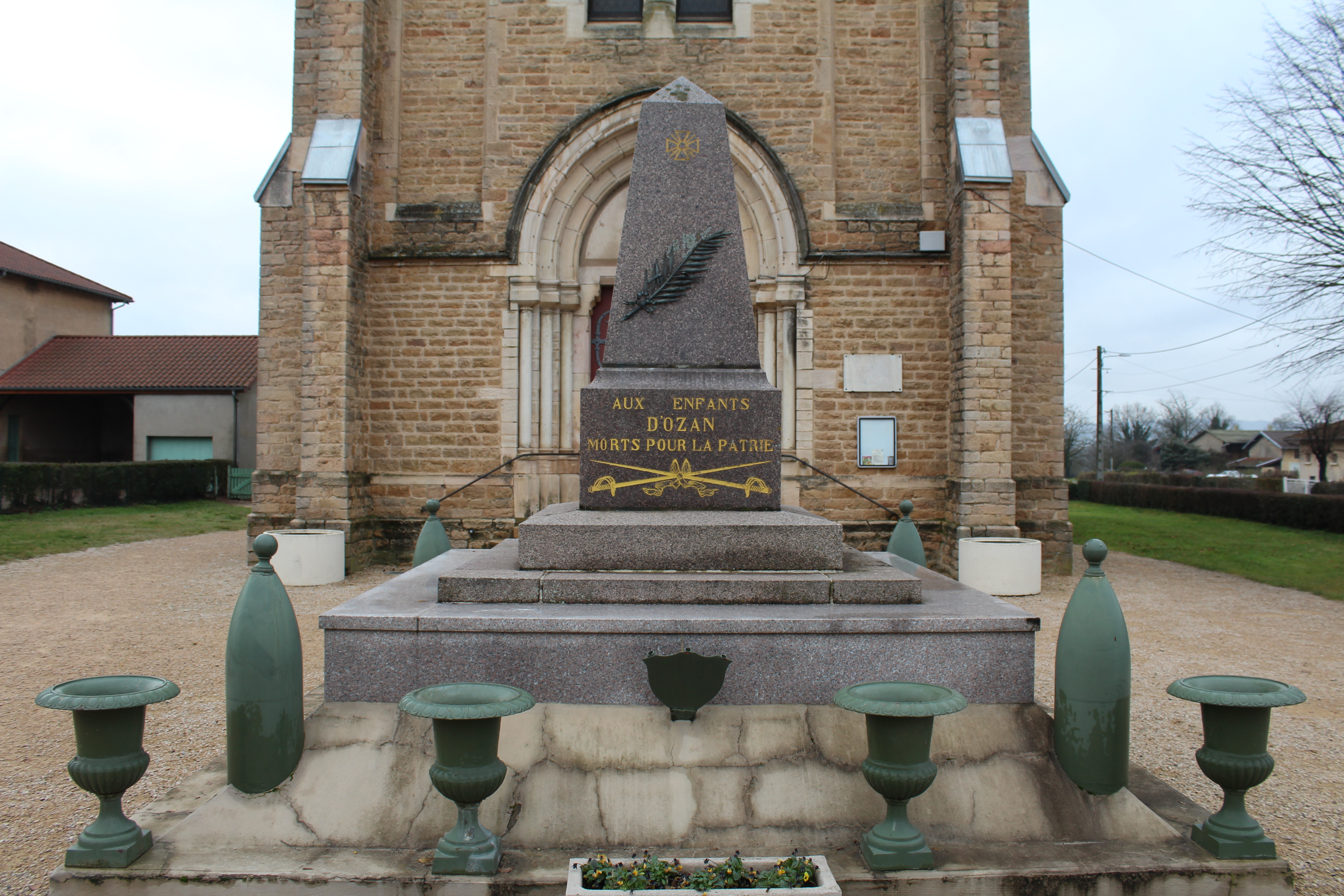
Monument aux morts.
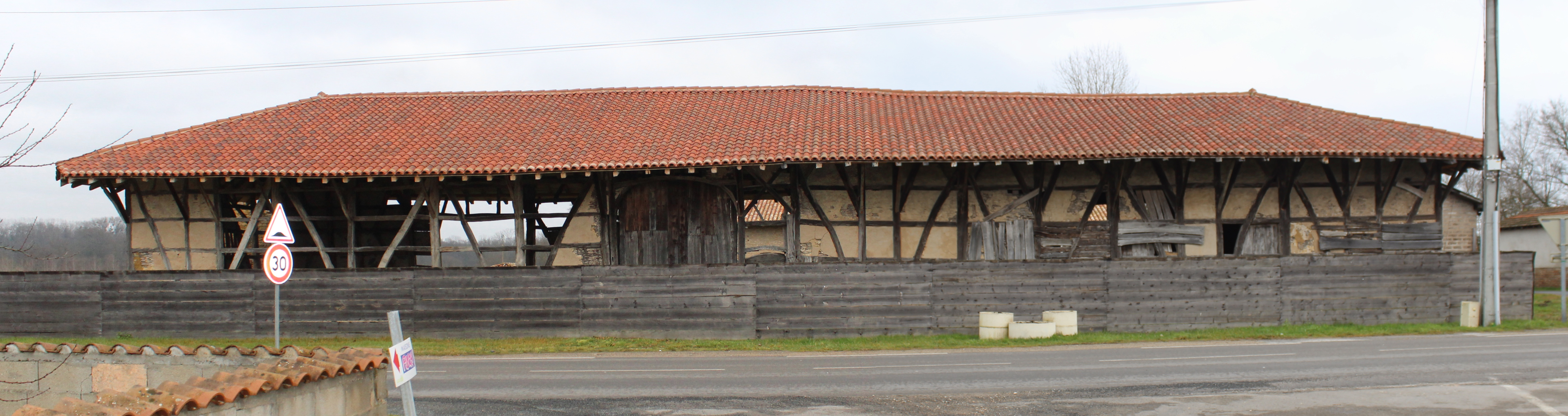
Grosse Grange.

### Gastronomie
Les spécialités culinaires sont celles de la région bressane, c'est-à-dire la volaille de Bresse, les gaudes, la galette bressane, les gaufres bressanes, la fondue bressane.
La commune se situe dans l'aire géographique de l'AOC Volailles de Bresse. Elle a aussi l'autorisation de produire le vin IGP Coteaux de l'Ain (sous les trois couleurs, rouge, blanc et rosé). Il y avait auparavant la production de vin sur le territoire, il existait 20 ha de vignes en 1906.

### Événements
Différents événements animent la vie du village. Autour du mois d'avril, la salle communale accueille le banquet des conscrits. Chaque année, tous les troisièmes dimanches de septembre ont lieu la fête communale.

### Héraldique
| Blason de Ozan | Blason  | Écartelé : au 1er d'azur au chevron d'or accompagné de trois fleurs de lys du même, au 2e de gueules à la croix d'argent, à une meule de moulin d'or brochant en cœur, au 3e de gueules à une ferme bressane d'or, au 4e d'azur à un lion d'hermine. |
| Blason de Ozan | Détails | Adopté le 5 mars 2021. |